# Petrič
Petrič è una città della Bulgaria meridionale situata nel distretto di Blagoevgrad, in prossimità dei confini con la Macedonia del Nord e con la Grecia. Il passaggio di confine con la Macedonia del Nord è conosciuto come Novo Selo-Petrič, essendo Novo Selo il primo abitato macedone dopo il confine.
Nel 2005 la città contava 35.134 abitanti, in crescita per saldo naturale e migratorio. A Petrič è dedicato il Picco di Petrič, vetta di 760m nelle Isole Shetland meridionali, in Antartide.

## Geografia fisica
Petrič è situata nella parte meridionale della Valle di Petrič, a nord della catena di Belasica, nel sud-ovest della Bulgaria. L'altitudine della città varia tra i 130 e i 305 metri. Il clima è mediterraneo "di transizione", con una temperatura media annua di +13,7 °C, temperatura media di gennaio +1,6° e temperatura media di agosto di +25,6°. La piovosità media è di 693 mm al mese, con inverni miti e umidi, con sporadiche nevicate, ed estati calde e secche. La città è attraversata dal Luda Mara, affluente del fiume fiume Strumešnica.

## Storia
Petrič venne inclusa nel territorio del primo impero bulgaro durante il regno dello Knjaz Boris I (852-889). Durante il medioevo fu una fortezza bulgara molto importante durante le guerre condotte dallo Zar Samuele contro Bisanzio (997-1014). Durante il dominio ottomano, Petrič fu parte dell'Eyalet di Rumelia fino al XIX secolo, nel quale divenne un cazà del Sangiaccato di Siroz, a sua volta compreso nel Vilayet di Salonicco. Dal 19 gennaio 1892, Petrič e il suo territorio furono inclusi nell'Esarcato bulgaro, prima di entrare a fare parte del Regno di Bulgaria alla fine delle guerre balcaniche (1912-13).

Nel 1925 Petrič fu teatro di un breve conflitto tra Bulgaria e Grecia, chiamato anche Guerra del cane randagio. Il nome deriva da un casus belli quantomeno particolare: un soldato greco che inseguiva un cane randagio, con cui aveva fatto amicizia, attraversò incautamente il confine cercando di raggiungerlo. In un periodo di alta tensione tra le due nazioni, questo fu sufficiente a innescare un conflitto armato nella zona di confine: la guerra durò 10 giorni (19-29 ottobre), e si concluse con la resa della Grecia, che chiuse la questione pagando una indennità alla Bulgaria.

## Economia
L'economia è basata principalmente sull'agricoltura e sulla lavorazione del tabacco. Vi sono anche due stabilimenti industriali, uno per la produzione di apparecchiature di controllo livello idrico e una per la produzione di parti di gru.

A Petrič si trova anche un ripetitore da 500 kW in onde medie, operante a 747 kHz, costruito nel 1977.

## Località
Il comune è formato dall'insieme delle seguenti località:
- Petrič (sede comunale)
- Baskalci
- Belasica
- Bogorodica
- Borovičene
- Čučuligovo
- Čurilovo
- Čuričeni
- Dolene
- Dolna Krušica
- Dolna Ribnica
- Dolno Spančevo
- Draguš
- Drangovo
- Drenovica
- Drenovo
- Gabrene
- Gega
- General Todorov
- Gorčevo
- Ivanovo
- Jakovo
- Javornica
- Kamena
- Kapatovo
- Kărnalovo
- Kavrakirovo
- Kladenci
- Ključ
- Kolarovo
- Krăndžilica
- Kromidovo
- Kukurahcevo
- Kulata
- Marikostinovo
- Marino pole
- Mendovo
- Mihnevo
- Mitino
- Novo Konomladi
- Păvromaj
- Pravo bărdo
- Răzdak
- Ribnik
- Rupite
- Samuilova krepost
- Samuilovo
- Skrăt
- Starčevo
- Strumešnica
- Tonsko dabe
- Topolnica
- Višlene
- Volno
- Zojčene